# Ussel-Ouest (tổng)
Tổng Ussel-Ouest là một tổng của Pháp tọa lạc tại tỉnh Corrèze trong vùng Nouvelle-Aquitaine.

## Địa lý
Tổng này được tổ chức xung quanh Ussel trong quận Ussel. Độ cao khu vực này là 588 m (Ussel) đến 814 m (Chaveroche) độ cao trung bình trên mực nước biển là 666 m.

## Hành chính
| Giai đoạn | Ủy viên         | Đảng | Tư cách |
| --------- | --------------- | ---- | ------- |
| 2004-2011 | Martine Leclerc | PS   |         |

### Kết quả bầu cử tổng này ngày 21 tháng 3 năm 2004
- Martine Leclerc (PS)
- Aimée Vallat (UMP)
- Guy Raynal (FN)
- Daniel Peyrat (PCF)

## Phân chia đơn vị hành chính
| Xã                     | Dân số     | Mã bưu chính | Mã insee |
| ---------------------- | ---------- | ------------ | -------- |
| Chaveroche             | 145        | 19200        | 19053    |
| Lignareix              | 142        | 19200        | 19114    |
| Saint-Angel            | 590        | 19200        | 19180    |
| Saint-Pardoux-le-Vieux | 239        | 19200        | 19233    |
| Ussel                  | 10 753 (1) | 19200        | 19275    |

(1) một phần của xã.

## Thông tin nhân khẩu
| 1962                                                     | 1968 | 1975 | 1982 | 1990 | 1999 |
| -------------------------------------------------------- | ---- | ---- | ---- | ---- | ---- |
| -                                                        | -    | -    | -    | -    | -    |
| Nombre retenu à partir de 1962 : dân số không tính trùng |      |      |      |      |      |